# Kingsway
Kingsway est une avenue de la ville de Londres.

## Situation et accès
Elle relie High Holborn, dans le district de Camden, à Aldwych, dans la Cité de Westminster. Elle est considérée comme la frontière est de Covent Garden.
La partie nord de la rue est desservie par les lignes  Central  Piccadilly, à la station Holborn, et la partie sud par les lignes  Circle  District, à la station Temple.

## Origine du nom

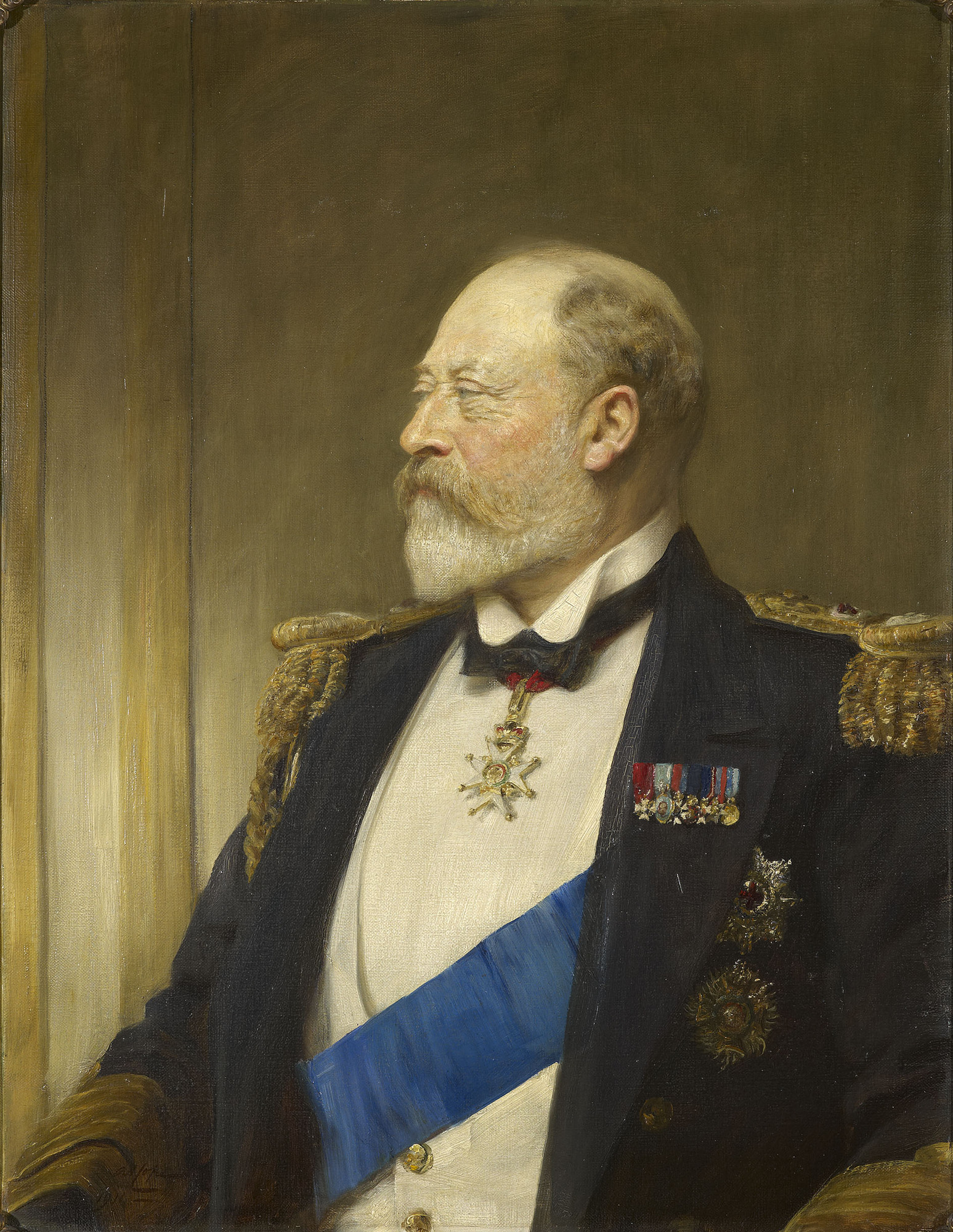
Édouard VII.

Elle nommée Kingsway (en français : voie du Roi) en l'honneur du roi Édouard VII qui règne à l'époque de son ouverture.

## Historique
La route est destinée, vers 1830, à lutter contre les embouteillages dans le quartier. Sa construction commence en 1900 et elle est ouverte en 1905 par le roi Édouard VII et nommée Kingsway.

### Ancien tramway
Peu de temps après son ouverture, en 1906, une ligne de tramway est construite sur la portion septentrionale de Kingsway, avant d'entrer dans un tunnel pour émerger sur Victoria Embankment. Cette ligne possède deux stations de tramway souterraines (Holborn et Aldwych) et elle est la seule ligne de tramway qui connecte le nord et le sud de Londres. Elle s'appelle : « The Kingsway tramway subway (en) ». Avec la fin des tramways à Londres, en 1952, le tunnel est fermé mais son entrée sur Kingsway est encore visible, avec les portes de fer fermées et les rails de tramway.